# Kevin Reiterer
Kevin Reiterer (* 11. August 1992 in Bad Fischau) ist ein österreichischer Jetskifahrer.

## Werdegang
Kevin Reiterer begann im Alter von neun Jahren mit dem Jetski seines Vaters auf einem See in seinem Heimatort zu fahren und fuhr mit 11 sein erstes Rennen. Er wurde Landesmeister, dann Europameister und 2008 als Profi mit 16 Jahren Weltmeister. Mit inzwischen neun Weltmeister- und sechs Europameistertiteln ist Kevin Reiterer der erfolgreichste Jetski-Fahrer Österreichs und einer der besten Jetski-Fahrer der Welt. Er fährt auf einem HSR-Benelli S04 Jetski mit 4 Gängen, 2 Zylinder (900 cm³/200 PS).

## Größte Erfolge
- 2021 Weltmeister (UIM Aquabike)
- 2019 Weltmeister (UIM Aquabike)
- 2018 Weltmeister (UIM Aquabike)
- 2015 Weltmeister (UIM Aquabike)
- 2008: Weltmeister (King’s Cup)
- 2009: zweitjüngster Weltmeister (Superstock)
- 2011: Europameister aller Klassen